# رندی گوتنی
رندی گوتنی (انگلیسی: Randi Goteni؛ زادهٔ ۵ ژوئیهٔ ۱۹۹۵) بازیکن فوتبال اهل فرانسه است.
وی همچنین در تیم‌های ملی فوتبال France national under-16 football team، کنگو، و کنگو، بازی کرده‌است.